# Сніговий парк Геньтін
40°56′51″ пн. ш. 115°25′40″ сх. д. / 40.9475° пн. ш. 115.42777777778° сх. д.
Сніговий парк Геньтін (кит. 密苑云顶乐园, англ. Genting Snow Park / Secret Garden Genting Paradise / Secret Garden Yunding) — гірськолижний курорт, який розташований у районі Чунлі міського округу Чжанцзякоу, провінція Хебей. Курорт знаходиться між нагір'ям Внутрішньої Монголії та Великою Китайською рівниною, на висоті 814—2174 метрів над рівнем моря, більш ніж 80 відсотків його території займають гори. Сніговий парк має сертифікат Міжнародної федерації лижного спорту (FIS).

## Зимова олімпіада 2022
Сніговий парк Геньтін — один з об'єктів Олімпійських ігор 2022.
Сніговий парк розділений на дві зони. Зона «А» прийме змагання з лижного фристайлу, у зоні «В» змагатимуться сноубордисти. Кожна зона може прийняти 7500 глядачів. Змагання з сноуборду також відбуватимуться на трампліні «Біг-ейр Шоген».